# Spathoglottis carolinensis
Spathoglottis carolinensis är en orkidéart som beskrevs av Rudolf Schlechter. Spathoglottis carolinensis ingår i släktet Spathoglottis och familjen orkidéer. Inga underarter finns listade i Catalogue of Life.